# 大卫·哈特利
大卫·哈特利（英語：David Hartley，1705年8月8日—1757年8月28日），英国医生、哲学家，联想心理学学派创始人。哈特利就读于剑桥大学耶稣学院，师从尼古拉斯·桑德森，毕业后因拒绝签署三十九条信纲而未能称为牧师。他借鉴了约翰·洛克的《人类理解论》，在试图解释思维过程时创立了联想心理学，其理论成为现代心理学重要组成部分。知名作品有《对人的观察》。